# Amamiwaldschnepfe
Die Amamiwaldschnepfe (Scolopax mira) ist eine ostasiatische Vogelart aus der Familie der Schnepfenvögel.

## Beschreibung
Die Amamiwaldschnepfe wird 34 bis 36 Zentimeter lang. Die Oberseite ist olivbraun mit einer feinen rötlichbraunen Musterung. Die Unterseite ist braun und lederfarben gebändert. Am Hinterkopf sind zwei breite braune Bänder, von denen das erste etwas schmaler ist. Die Augen sind mit nackter rosa Haut umgeben. Sie hat einen langen Schnabel.

## Vorkommen
Die Amamiwaldschnepfe kommt nur auf den Nansei-Inseln vor, insbesondere auf Amami-Ōshima, Kakeromajima, Tokunoshima, Okinawa Hontō und Tokashiki-jima.

## Lebensraum
Die Amamiwaldschnepfe bewohnt primäre subtropische immergrüne Laubwälder, häufig mit Palmfarnbewuchs. Sie bevorzugt schattige und feuchte Bereiche auf dem Waldboden. Es wird vermutet, dass einige Vögel im Winter von Amami-Ōshima zu den südlicheren Inseln wandern, aber dies ist bisher unbestätigt.

## Gefährdung
Aufgrund ihres kleinen Verbreitungsgebietes von 2,300 km² wird die Amamiwaldschnepfe von der IUCN als gefährdet eingestuft. Während sie in den 1980er Jahren noch als häufig galt, geht ihr Bestand heute immer stärker zurück und wird gegenwärtig auf weniger als 10.000 Exemplare geschätzt. Hauptgefährdungsursachen sind die Rodung der Primärwälder und verwilderte Hunde, Katzen sowie Kleine Mungos. Auf Okinawa und Tokunoshima kommt zudem noch die Jagd hinzu. Die geschützte Amamamiwaldschnepfe wird hier immer wieder versehentlich geschossen, da sie häufig mit der ebenfalls auf den Inseln vorkommenden Waldschnepfe, die als Jagdwild gilt, verwechselt wird.
In der Präfektur Okinawa ist die Art als Naturdenkmal ausgewiesen.